# Dienstadter See
Der Dienstadter See wurde 2011 in Dienstadt, einem Stadtteil von Tauberbischofsheim in Baden-Württemberg, als Naherholungsgebiet angelegt.

## Lage
Der Dienstadter See liegt im Rinderbachtal, das von Dienstadt in Richtung der Bundesstraße 27 zwischen Königheim und Tauberbischofsheim führt. Der See wird unter anderem durch den Rinderbach mit Wasser gespeist. Das dem See entfließende Wasser gelangt über den Rinderbach unterhalb von Königheim an der Gemeindegrenze zu Tauberbischofsheim als linker Zufluss in den Brehmbach, der wiederum bei Tauberbischofsheim von links in die Tauber mündet.

## Nutzung
Er wird hauptsächlich für die Naherholung und zum Zwecke des Sportfischens genutzt. Neben dem See befindet sich das Vereinsheim des Heimat- und Naturfreundevereins Dienstadt, die für verschiedene Veranstaltungen genutzt wird, sowie eine Kneipp-Anlage und ein Beachvolleyballfeld.

Ansichten des Naherholungsgebiets am Dienstadter Wiesengrund
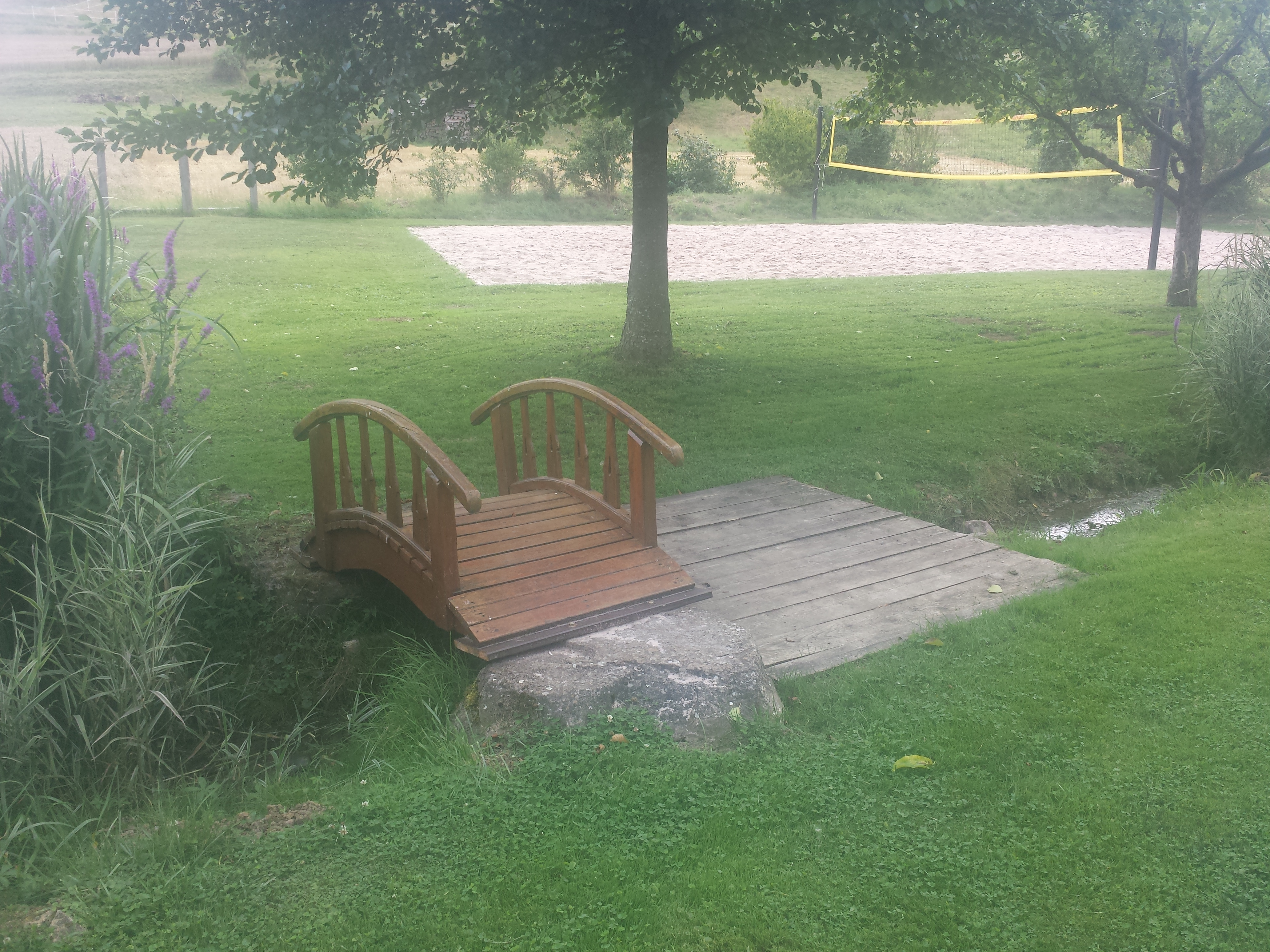
Eine kleine Brücke über den Zulauf zum Dienstadter See
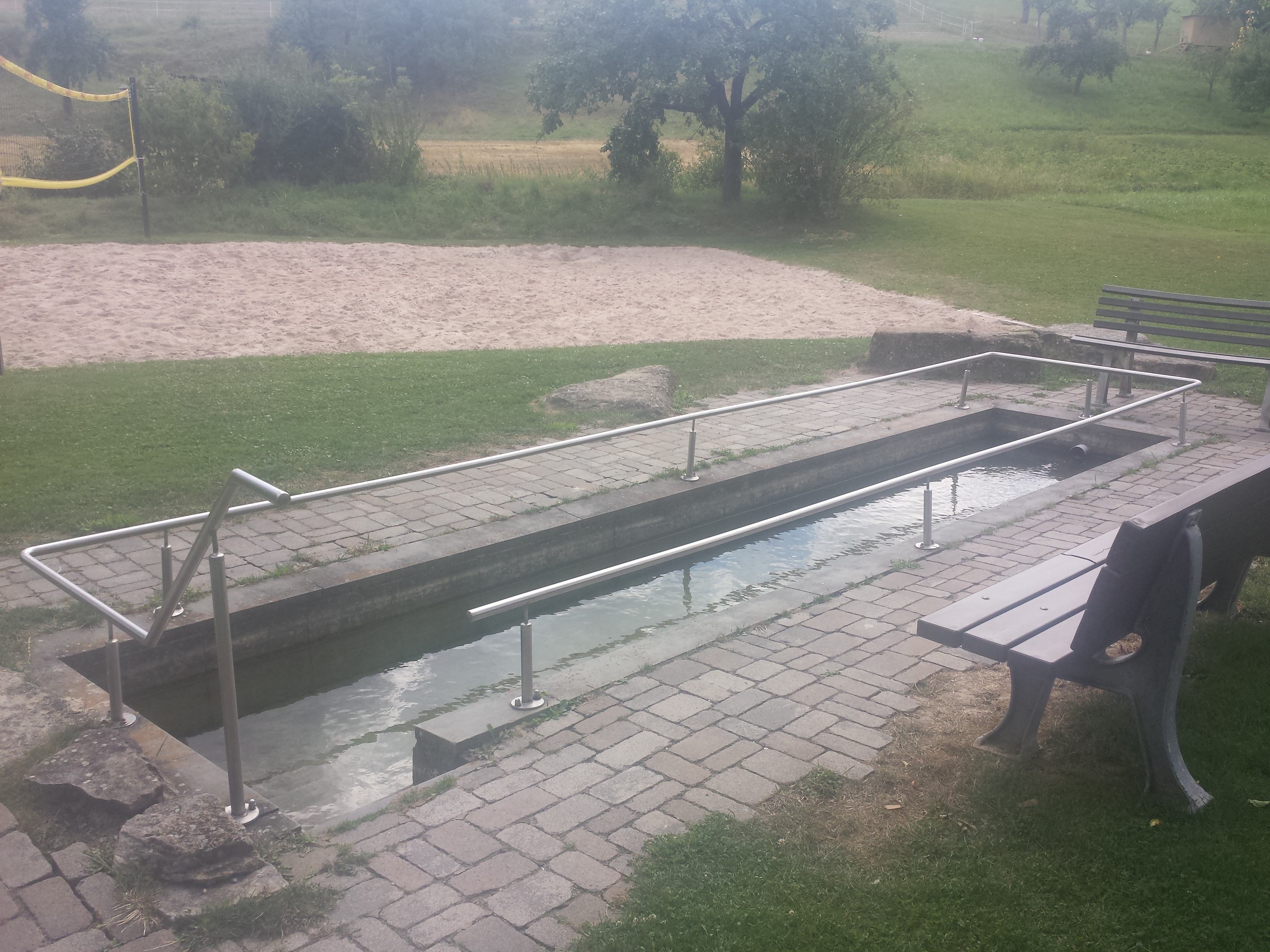
Kneipp-Anlage und Beachvolleyballfeld
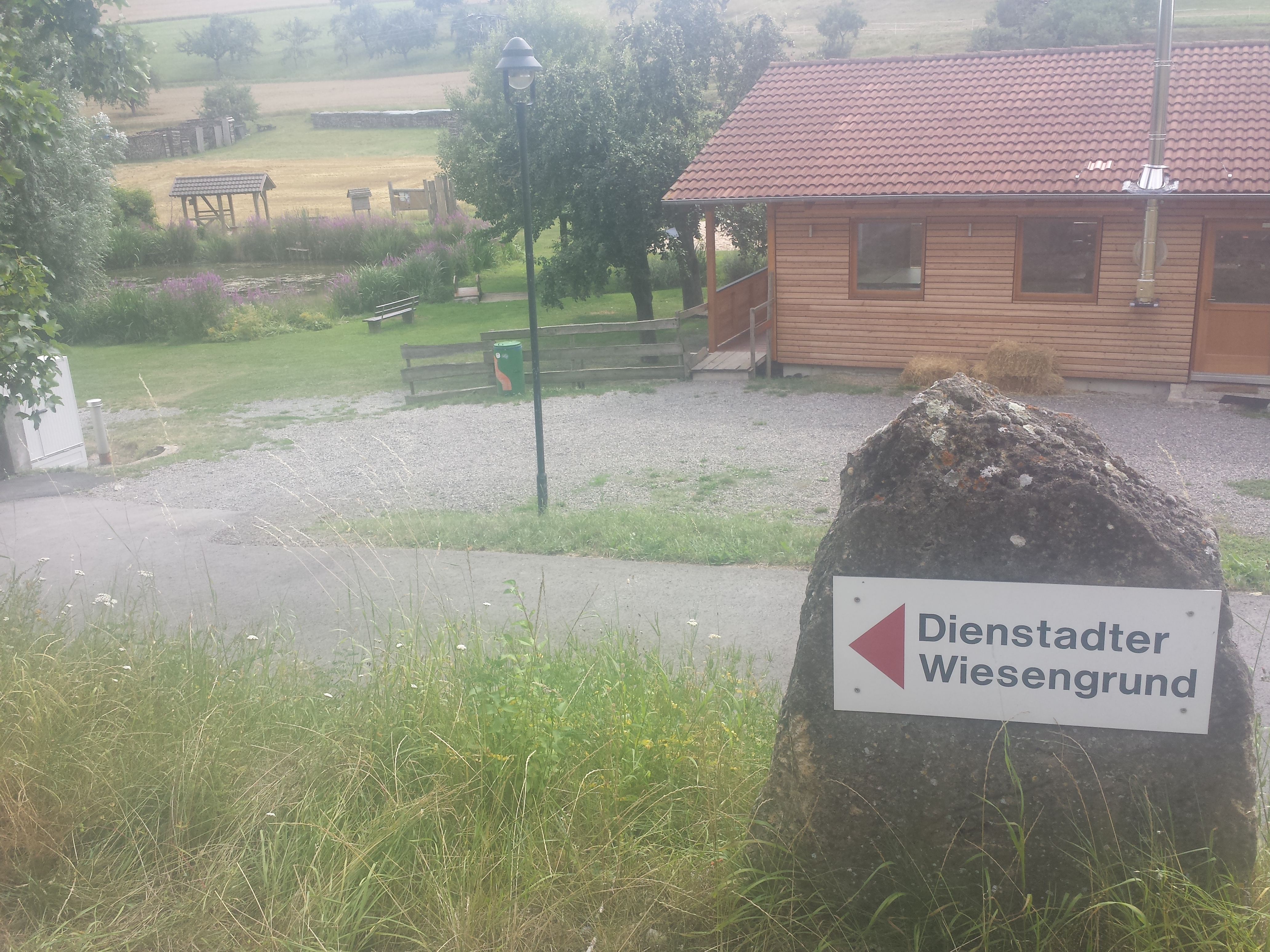
Vereinsheim am Dienstadter Wiesengrund, der See nebenan

## Geschichte
Der Dienstadter See wurde im Jahre 2011 durch den Heimat- und Naturfreundeverein Dienstadt als Naherholungsgebiet geschaffen.